# Notația măsurată

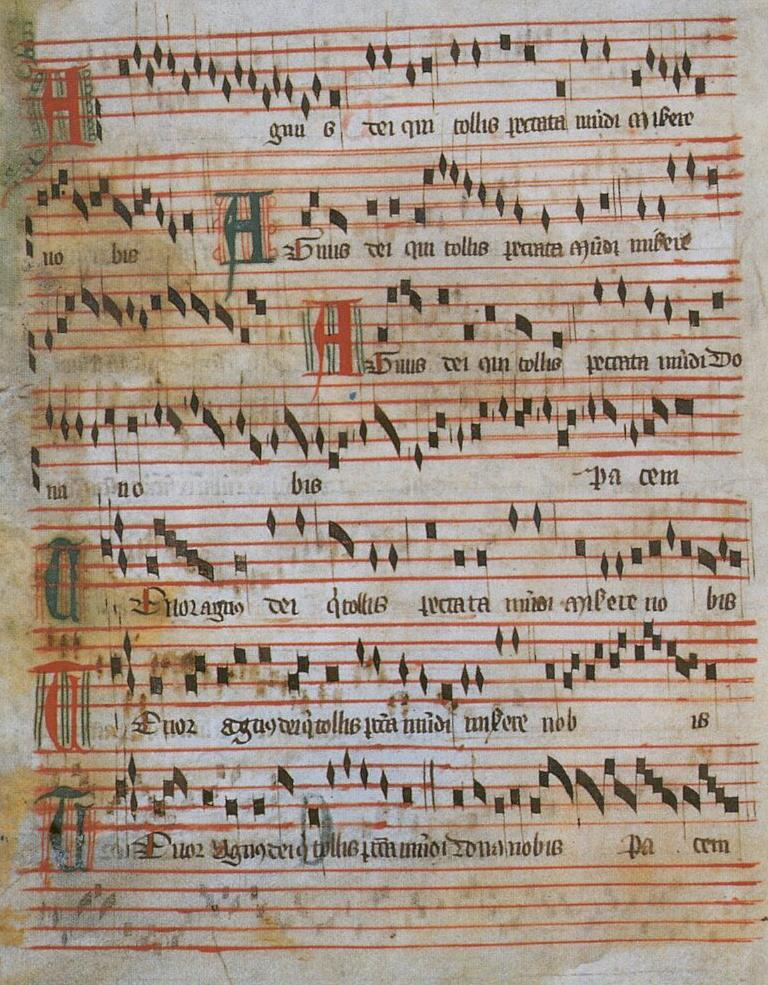
O pagină de manuscris în notaţie măsurată din sec. XIV. Nu există bare între măsuri.

Notația măsurată reprezintă un sistem de notație a ritmului unei compoziții care a fost formulat în secolul al XIII-lea și a fost utilizat până aproximativ în 1600. 
În notația măsurată s-a renunțat la ligaturi între neume (caracteristice modurilor ritmice subordonate accentelor din text) și s-au folosit note.
Notația măsurată a evoluat în timp la forma actuală cu metrul indicat la începutul compoziției sub forma de proporție și măsuri separate de bare.

## Origine
Modurile ritmice erau organizate ritmic pe un singur nivel. Franco de Colonia  a propus în jurul anului 1250 un sistem de organizare a ritmului pe mai multe nivele. Acest sistem a fost bazat pe note, durata acestora fiind codificată de forma lor și a fost extins cu ușurință prin adăugarea de noi note.

## Notele notației măsurate

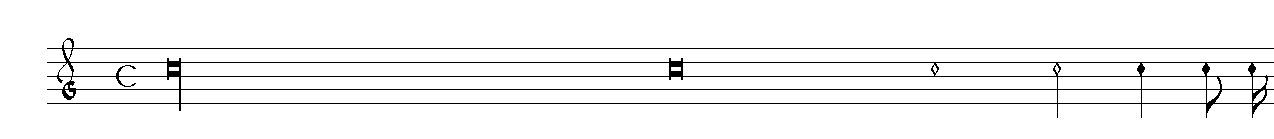
Notele notaţiei măsurate. De la stânga la dreapta: longa, brevis, semibrevis, minima, semiminima, fusa şi semifusa.

## Ars subtilior

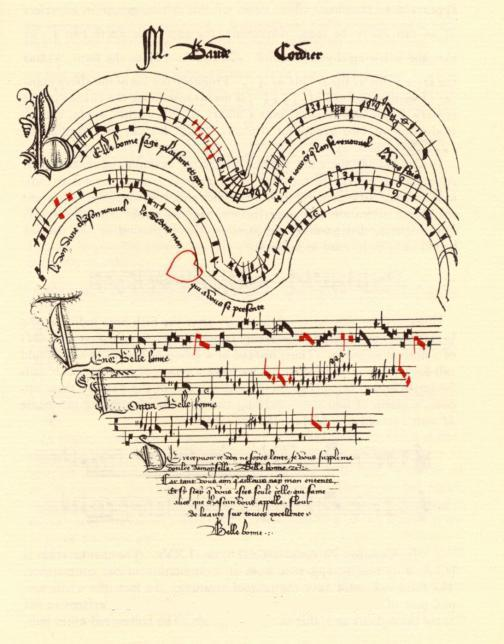
Pagină dintr-un manuscris de Baude Cordier, cu o compoziţie in stilul Ars subtilior. Notele cu roşu sunt imperfecte.